# Bīja
Pour les articles homonymes, voir Bija.
 (juin 2015).
Si vous disposez d'ouvrages ou d'articles de référence ou si vous connaissez des sites web de qualité traitant du thème abordé ici, merci de compléter l'article en donnant les références utiles à sa vérifiabilité et en les liant à la section « Notes et références ».
Les bīja (sanskrit : semences, germes) est une notion du bouddhisme qui s'utilise dans deux contextes: dans le cadre du karma, une action pouvant — par métaphore — planter une semence ou une potentialité; et dans le cadre de la littérature tantrique, de nombreuses divinités sont dites avoir une « syllabe semence » ou un « mantra semence ».   

## Description

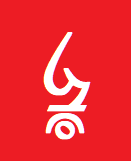
Syllabe germe Ham à l'envers, utilisée dans la méditation tibétaine Tummo.

Les bîja des graines, des semences, ou encore de l'énergie pure ou impure qui va engendrer son fruit (sanskrit: phala). Bien que les bîja soient des éléments discontinus, ils n'en forment pas moins une série sans interruption, jusqu'à ce qu'ils s'éteignent complètement au moment du nirvana.     
La théorie des bîja a d'abord été développée par le courant Vijñanavâda. Dans le tantrisme, « les bîjas sont assimilés au germe phonique des déités à l'énoncé desquels celles-ci sont amenées dans le mandala ».    
On peut dire que ce sont des phonèmes monosyllabiques avec une prononciation spécifique à la base de la construction de la plupart des mantras de l’hindouisme, du bouddhisme, du tantrisme. Ils sont considérés comme des « vibrations » de la conscience primordiale créatrice.   
Om̐ est le bīja le plus connu, il est dit « Pranava » soit « celui qui contient tous les autres bīja ».  
Le bīja, au contraire de certains mantras, n’a pas de signification particulière, il est le « verbe créateur » avec un pouvoir de guérison. Le bīja est aussi perçu comme la vibration sonore d’une divinité contenant en germe tous ses pouvoirs.